# Oenoptera purpurea
Oenoptera purpurea är en fjärilsart som beskrevs av George Francis Hampson 1910. Oenoptera purpurea ingår i släktet Oenoptera och familjen nattflyn. Inga underarter finns listade i Catalogue of Life.